# Hedychium calcaratum
Hedychium calcaratum är en enhjärtbladig växtart som beskrevs av Aragula Sathyanarayana Rao och Dinesh Mohan Verma. Hedychium calcaratum ingår i släktet Hedychium och familjen Zingiberaceae. Inga underarter finns listade i Catalogue of Life.